# Flyt (musikalbum)
Flyt är ett musikalbum av Frifot, utgivet 2007 av Amigo.

## Låtlista
Alla låtar är traditionella om inget annat anges.
1. "Kappa grå" (Musik: Ale Möller – text: Charles d'Orléans – övers.: Lasse Söderberg) – 2:35
2. "Gummistöveln" (Ale Möller) – 1:42
3. "Vildfågel / Härjedarlingarna" (Musik: Lena Willemark – text: Trad./Trad.) – 4:00
4. "Min sol" (Musik: Lena Willemark – text: Michelangelo Buonarroti – svensk övers.: Sverker Åström – övers. till älvdalsmål: Gunnar Nyström) – 1:11
5. "Polska efter Ollas Per" – 2:32
6. "Gammelspaken" – 3:49
7. "Höst eller vår" (Musik: Lena Willemark – text: Maria Wine) – 3:09
8. "Hobergsgubben" – 3:18
9. "Tyskan" – 2:44
10. "Svedins polska" – 2:29
11. "Jag lyfter mina händer" – 2:17
12. "Gånglåt efter Ewert Åhs" – 2:26
13. "Sommarvalsen" (Musik: Ale Möller – text: Gabriel Jönsson) – 4:18
14. "Polska på kohorn" – 1:45
15. "Aftonkoral" – 1:26
16. "Enhörningen" (Ale Möller) – 3:21
17. "Stenbocken" – 3:12
18. "Regnets tid / Täpp Jons polska" (Musik: Trad. – text: Lena Willemark/Trad.) – 5:19
19. "Stäv / Slit- och slängpolska" (Musik: Trad. – text: William Shakespeare – svensk övers.: Erik Blomberg/Ale Möller) – 3:16
20. "Skomakarens vals" – 2:41

Total tid: 57:32
- Arrangemang:
- Frifot (3b, 7-10, 12, 18a, 19a, 20)
- Per Gudmundson (18b)
- Ale Möller (5, 14)
- Ale Möller, Per Gudmundson (17)
- Lena Willemark (11, 15)

## Frifot
- Per Gudmundson — fiol, altfiol, sång
- Ale Möller — mandola, low whistle, dubbelhärjedalspipa, härjedalspipa, kohorn, skalmeja, sång
- Lena Willemark — sång, fiol, altfiol (9, 16), flöjt (5)